# La Famille au grand complet
Pour plus de détails, voir Fiche technique et Distribution.
La Famille au grand complet (家族コンプリート, Kazoku konpurīto) est un film japonais réalisé par Kōichi Imaizumi, sorti en 2010.

## Synopsis
Un étrange virus déclenche des pulsions sexuelles incestueuses au sein d'une famille japonaise, faisant fi des âges et des genres.

## Fiche technique
- Titre : La Famille au grand complet
- Titre original : 家族コンプリート (Kazoku konpurīto)
- Réalisation : Kōichi Imaizumi
- Scénario : Kōichi Imaizumi
- Photographie : Hiroki Taguchi
- Montage : Kōichi Imaizumi
- Production : Kōichi Imaizumi et Hiroki Iwasa
- Société de production : Habakari Cinema
- Pays :  Japon
- Genre : Comédie
- Durée : 106 minutes
- Dates de sortie : 
  - Japon : 26 mars 2010 (Festival international du film de Hong Kong)

## Distribution
- Jinta Fujimaru : le grand-père
- Hotaru : Sayoko
- Kōichi Imaizumi
- Takahiro Inoue
- Kiyomi Itō : Megumi
- Ryōsuke Kanba
- Ryōya Kawashima
- Teppen Matsunoki
- Hiroshi Murakami
- Hiroyuki Oki
- Munehisa Sakurada
- Mioo Satō

## Distinctions
Le film a été présenté dans de nombreux festivals :
- Festival international du film de Hong Kong 2010[1]
- Festival international du film fantastique de Puchon 2010, dans la section Forbidden Zone
- Festival international du film de Vancouver 2010, dans la section Dragons and Tigers[1]
- Festival du nouveau cinéma de Montréal 2010[1]
- Golden Horse Film Festival[1]
- Outfest 2011[1]
- Chéries-Chéris 2011 - Sélection officielle en compétition[2]